# Кварзангський
Кварзангський (рос. Кварзангский) — селище в Коноському районі Архангельської області Російської Федерації.
Населення становить 61 особу. Входить до складу муніципального утворення Подюзьке сільське поселення.

## Історія
Від 2004 року входить до складу муніципального утворення Подюзьке сільське поселення.

## Населення
1. Н/Д[2]